# Gene Autry
Gene Autry, nome artístico de Orvon Grover Autry (Tioga, Texas, 29 de setembro de 1907 — Studio City, Califórnia, 2 de outubro de 1998), foi um artista norte-americano famoso por suas performances na música country, cinema e televisão. Era conhecido como The Singing Cowboy ("O Cowboy Cantador"). Foi o primeiro grande astro dos faroeste B, seguido por Roy Rogers, o qual o superou em popularidade após Autry ter se alistado na 2.ª Guerra Mundial. É a única pessoa com estrelas em todas as cinco categorias da Calçada da Fama por filme, televisão, música, rádio e performance ao vivo.

## Biografia
Autry era filho de um pastor metodista. Depois de deixar a escola, trabalhou como telegrafista na Estrada de Ferro St. Louis-San Francisco em Ravia, Oklahoma, onde passou a viver. Apresentava-se em bailes locais, cantava e tocava violão. Foi convidado a participar de um programa de rádio em 1928, o que marcou o início de sua carreira artística. Assinou seu primeiro contrato para gravar discos em 1929, com a Columbia Records. Sua canção That Silver-Haired Daddy of Mine foi um sucesso, o que o levou a trabalhar por quatro anos no programa de rádio National Barn Dance, em Chicago, Illinois. Em 1932, casou-se com Ina Mae Spivey, falecida em 1980. Em 1981, casou-se com Jacqueline Ellam, com quem viveu até à morte. Entre suas inúmeras gravações clássicas incluem-se "I'm Back in the Saddle Again", "(Ghost) Riders in the Sky", "Tumbling Tumbleweeds" e diversas canções de Natal, como "Rudolph the Red-Nosed Reindeer", "Here Comes Santa Claus" e "Santa Claus Is Coming to Town".
Estreou no cinema em 1934, no filme In Old Santa Fe (Brasil: Santa Fé ). Depois de dois seriados, iniciou uma longa série de faroestes B na recém-formada Republic Pictures com Tumbling Tumbleweeds (Brasil: Boiadeiro Trovador ). Em 1942 alistou-se na Aeronáutica para lutar na Segunda Guerra. Serviu na China, na Birmânia e na Índia. Voltou ao cinema em 1946 e, após trabalhar mais algum tempo na Republic, fundou sua própria companhia em 1947, a Flying A Productions, onde faria todos os seus filmes seguintes. Seu último faroeste no cinema foi Last of the Pony Riders, de 1953. A partir de então passou a se dedicar à televisão, onde tinha um programa desde 1950, o The Gene Autry Show, o qual contou com cerca de 100 episódios. Produziu também as séries Anne Oakley, Buffalo Bill Jr., The Range Rider, Cavalcade of the West, The Adventures of Champion (estrelada por seu famoso cavalo Champion) e os trinta e nove episódios iniciais de Death Valley Days. Entre 1940 e 1956 comandou um programa de rádio de enorme sucesso, Gene Autry's Melody Ranch.
Autry parou com os shows em 1964, com uma carreira de mais de seiscentas gravações e quase duzentos filmes e programas de TV. Foi também um empresário de visão: adquiriu quatro estações de rádio e uma de televisão; ações de dois jornais de Phoenix, Arizona; e vinte e cinco poços de petróleo, no Texas. Foi dono ainda de muitas propriedades em vários estados, editoras musicais e hotéis, além de ter investido pesadamente no time de beisebol California Angels.

## Carreira no cinema

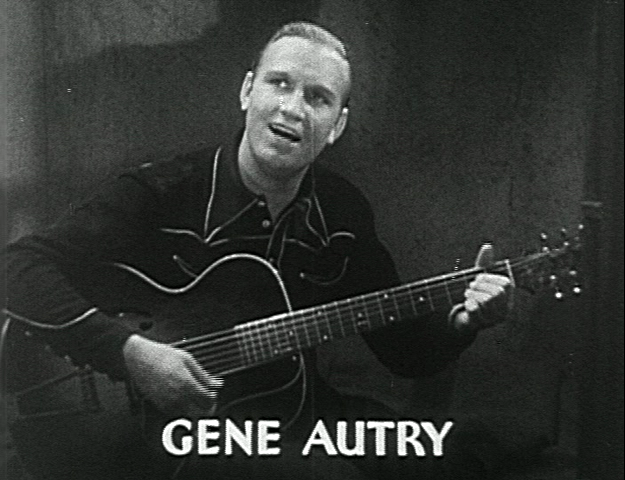
Gene Autry em "Oh, Susanna!" de 1936

- Autry estreou no cinema em In Old Santa Fe (1934), da série de Ken Maynard para a Mascot Pictures. Nesse filme ele apenas cantava, mas isso foi o suficiente para ganhar um papel de (coadjuvante/secundária) no seriado Mystery Mountain (A Montanha Misteriosa), de 1934, igualmente estrelado por Maynard. Em 1935 ficou com o papel principal do seriado The Phantom Empire (O Império dos Fantasmas).
- Entre 1935 e 1942, quando alistou-se nas Forças Armadas, Autry fez cerca de cinquenta faroestes B para a Republic. Ao voltar, percebeu que o estúdio já elegera Roy Rogers como seu principal astro. Cinco filmes depois, saiu para fundar a Flying A Productions, onde estrelou mais de trinta produções, todas distribuídas pela Columbia Pictures.
- Até 1942, seu sidekick (no Brasil, ajudante, parceiro ou companheiro) foi Smiley Burnette, com quem trabalhava desde os tempos do rádio. Burnette era cantor, compositor e multi-instrumentista. Em 1944, ele deixou a Republic e tornou-se o sidekick de Charles Starrett na série Durango Kid, da Columbia. Com o fim desta, Burnette voltou para os seis últimos filmes de Autry, todos de 1953.
- Outros sidekicks de Autry foram Sterling Holloway, nos filmes pós-guerra da Republic, e Pat Buttram, que apareceu em quinze de suas fitas na Flying A.
- Autry não teve mocinhas constantes. June Storey (dez filmes até 1940) e Gail Davis (quatorze, entre 1950 e 1953) foram as que mais contracenaram com o ator.
- Até o início de 1939, a duração de seus filmes ficava entre cinquenta e sessenta minutos. Do final daquele ano em diante, a metragem foi sendo aumentada, ficando entre pouco mais de uma hora e oitenta minutos, sendo que Under Fiesta Stars, de 1941, teve a duração recorde de noventa e quatro minutos. Então os filmes finais voltaram ao padrão de cerca de uma hora ou menos.
- Jane Withers, contratada da 20th Century Fox, era fã de Autry. Ela queria fazer um filme com ele, mas não obteve autorização do estúdio para ser emprestada à Republic. Ela então conseguiu que fosse seguido o caminho inverso: assim, o filme Shooting High (Chutando Alto), de 1940, foi rodado pela Fox. Esse foi o único trabalho de Autry naquele estúdio.
- O último filme de Autry na Republic foi Robin Hood of Texas (Robin Hood no Texas). E o primeiro para sua recém-fundada produtora foi The Last Round-Up (O Último Rodeio), ambos de 1947.
- A maioria de seus faroestes na Flying A foi feita usando o processo SepiaTone que, como o nome indica, dava às películas um tom de cor sépia.
- Nos filmes de Autry, a música frequentemente sobrepujava a ação. Especula-se que este seria um dos principais motivos de sua pouca popularidade no Brasil. De fato, a maioria de seus filmes permanece inédita nesse país.[carece de fontes?]

## Quadrinhos
As aventuras de Gene Autry foram adaptadas para os quadrinhos inicialmente por Tillman Goodan, que faleceria em 1958. Uma segunda série foi desenhada por Bob Stevens e Bert Laws. Nos jornais foram publicadas tiras de quadrinhos entre 1940 e 1942; e 1952 e 1955. A Editora Dell Comics publicou livros com os quadrinhos do cantor. Dentre os autores, destaca-se Gaylord DuBois.
No Brasil, a EBAL editou um gibi nos anos 50 com o nome do cowboy.

## Falecimento
Autry morreu de linfoma em 2 de outubro de 1998, três dias após ter completado 91 anos, em Studio City, pequena localidade do Vale de São Fernando, em Los Angeles, Califórnia. Foi sepultado no Forest Lawn Memorial Park (Hollywood Hills), em Los Angeles.

## Filmografia

### Ator (coadjuvante/secundário) ou Convidado especial
- Santa Fé (In Old Santa Fe, 1934), faroeste B da série de Ken Maynard
- A Montanha Misteriosa (Mystery Mountain, 1934), doze episódios; seriado de faroeste estrelado por Ken Maynard
- Artistas em Folia (Manhattan Merry-Go-Round, 1937), comédia musical da Republic Pictures
- Rodeo Dough (1940), curta-metragem sobre o Rodeio de Palm Springs, Califórnia, famoso na época
- Meet Roy Rogers (1941), documentário sobre Roy Rogers
- Screen Snapshots Series 27: Hollywood Cowboys (1947), curta-metragem sobre vários cowboys do cinema
- Screen Snapshots: Hollywood Bronc Busters (1955), idem
- Valentão é Apelido (Alias Jesse James, 1959), faroeste cômico estrelado por Bob Hope

### Astro

#### Seriados
- O Império dos Fantasmas (The Phantom Empire, 1935), doze episódios; mistura de faroeste e ficção-científica

#### Faroestes B
| - Boiadeiro Trovador (Tumbling Tumbleweeds, 1935) - Melodia Sertaneja (Melody Trail, 1935) - Os Trovadores (The Sagebrush Troubadour, 1935) - Cantor dos Prados (The Singing Vagabond, 1935) - O Vale do Paraíso (Red River Valley, 1936) - Montanha Tentadora (Comin' Round the Mountain, 1936) - O Cowboy Cantor (The Singing Cowboy, 1936) - O Seresteiro (Oh, Susanna!, 1936) - Os Invencíveis (Ride, Ranger, Ride, 1936) - Astro Por Aclamação (The Big Show, 1936) - No Velho Rancho (The Old Corral, 1936) - Violões e Pistolões (Guns and Guitars, 1936) - Cowboy na África (Round-Up Time in Texas, 1937) - Dinheiro a Jorro (Git Along, Little Dogies, 1937) - Ritmo Serrano (Rootin' Tootin' Rhythm, 1937) - O Canário da Serra ( Yodelin' Kid from Pine Ridge, 1937) - O Rei dos Cowboys (Public Cowboy No. 1, 1937) - Centauros Modernos (Boots and Saddles, 1937) - Springtime in the Rockies, 1937 - The Old Barn Dance, 1938 - Gold Mine in the Sky, 1938 - Man from Music Mountain, 1938 - Prairie Moon, 1938 - Rhythm of the Saddle, 1938 - Western Jamboree, 1938 - Home on the Prairie, 1939 - Mexicali Rose, 1939 - Blue Montana Skies, 1939 - Mountain Rhythm, 1939 - Colorado Sunset, 1939 - Na Zona do Perigo (In Old Monterrey, 1939) - Rovin' Tumbleweeds ou Washington Cowboy, 1939 - South of the Border, 1939 - Rancho Grande, 1940 - Chutando Alto (Shooting High, 1940) - Gaucho Serenade, 1940 - Carolina Moon, 1940 - Ride, Tenderfoot, Ride, 1940 - Valentia Adquirida (Melody Ranch, 1940) - Ridin' on a Rainbow, 1941 - Back in the Saddle, 1941 - The Singing Hill, 1941 - Sunset in Wyoming, 1941 - Under Fiesta Stars, 1941 - Serenata Mexicana (Down Mexico Way, 1941) | - Sierra Sue, 1941 - Cowboy Serenade, 1942 - Heart of the Rio Grande, 1942 - Home in Wyomin', 1942 - Stardust on the Sage, 1942 - O Túnel Fatal (Call of the Canyon, 1942) - Chamas da Vingança (Bells of Capistrano, 1942) - Um Cowboy em Hollywood (Sioux City Sue, 1946) - A Corrida do Diabo (Trail to San Antone, 1947) - Conflito na Fronteira (Twilight on the Rio Grande, 1947) - Desmascarando Criminosos (Saddle Pals, 1947) - Robin Hood no Texas (Robin Hood of Texas, 1947) - O Último Rodeio (The Last Round-Up, 1947) - Almas Indomáveis (The Strawberry Roam, 1948) - O Revólver de Prata (Loaded Pistols, 1949) - Aconteceu na Fronteira (The Big Sombrero, 1949) - Alma Intrépida (Riders of the Whistling Pines, 1949) - Cidade Fantsmas (Rim of the Canyon, 1949) - O Vaqueiro e o Peles-Vermelhas (The Cowboy and the Indians, 1949) - Cavaleiros do Céu (Riders in the Sky, 1949) - Sons of New Mexico, 1950 - Mule Train, 1950 - Cow Town, 1950 - Beyond the Purple Hills, 1950 - Território Indiano (Indian Territory, 1950) - The Blazing Gun, 1950 - Gene Autry and the Mounties, 1951 - Texans Never Cry, 1951 - Whirlwind, 1951 - Silver Canyon, 1951 - Hills of Utah, 1951 - Valley of Fire, 1951 - The Old West, 1952 - Night Stage to Galveston, 1952 - Apache Country, 1952 - Barbed Wire, 1952 - Wagon Team, 1952 - Blue Canadian Rockies, 1952 - Winning of the West, 1953 - On Top of Old Smoky, 1953 - Goldtown Ghost Raiders, 1953 - Pack Train, 1953 - Saginaw Trail, 1953 - Last of the Pony Riders, 1953 |

## Filmes de Gene Autry
1. ↑  «About - Hollywood Star Walk». Los Angeles Times (em inglês). Consultado em 19 de julho de 2018
2. ↑  «Como são escolhidos os nomes para a Calçada da Fama em Hollywood?». Café Radioativo. 6 de julho de 2014
3. ↑  «Red River Valley (1936)»
4. ↑  «Oh, Susanna! (1936)»
5. ↑  «Ride Ranger Ride (1936)»
6. ↑  «The Big Show (1936)»